# Mezőmadaras község
Mezőmadaras község (románul: Comuna Mădăraș) község Maros megyében, Romániában. Központja Mezőmadaras, hozzá tartozik Szénáságy.

## Népessége
A 2011-es népszámlálás adatai alapján a község népessége 1299 fő volt.
| · Mezőmadaras község nemzetiségi összetétele 2021-ben Magyar (74,78%) Cigány (12,14%) Román (5,15%) Ismeretlen (7,93%) Egyéb (−0%) | · Mezőmadaras község felekezeti összetétele 2021-ben Református (71,05%) Ortodox (16,68%) Római katolikus (1,56%) Ismeretlen (8,34%) Egyéb (2,37%) |

## Története
Mezőmadaras 2004-ben alakult önálló községgé, addig  Mezőbánd községhez tartozott. 2011-ben átkerült a községhez Szénáságy is.